# 1612 az irodalomban
Az 1612. év az irodalomban.

## Publikációk
- John Donne: Of the Progress of the Soul (A lélek fejlődéséről).
- Luis de Góngora: Fábula de Polifemo y Galatea (Polifemo és Galatea története; 1613?).
- Ben Jonson komédiája, Az alkimista (The Alchemist).

## Születések
- ? – Anne Bradstreet amerikai írónő, az első jelentős írónő, akinek írásait a gyarmati Amerikában publikálták († 1672)
- 1612. (vagy 1613.) – Richard Crashaw angol költő, „a legspanyolosabb az angol költők közül”[1] († 1649)

## Halálozások
- október 7. – Giovanni Battista Guarini itáliai költő, színműíró, diplomata; fő műve: Il pastor fido (1590) (* 1538)
- október 16. – Michael Weiss, Brassó város bírája, krónikaíró (* 1569)
- október – Juan de la Cueva spanyol költő, drámaíró (* 1543)
- ? – Arator István jezsuita tanár, Biblia-fordító (* 1540 vagy 1541)